# Mesker Park Zoo and Botanic Garden
O Mesker Park Zoo and Botanic Garden é um Jardim zoológico inaugurado em 1928 em Evansville, no Indiana. É um dos maiores e mais antigos jardins zoológicos deste estado. Ocupando uma área de cerca de 20 hectares, exibe cerca de 200 espécies, compostas por mais de 700 animais inseridos em habitats semelhantes aos naturais, incluindo tanto vegetação exótica como espontânea. O Mesker Park Zoo and Botanic Garden pertence à Association of Zoos and Aquariums.

## História
O Jardim foi inaugurado em 1928 por Gilmour Haynie em conjunto com outros homens de negócios. Karl Kae Knecht, cartunista local do Evansville Courier & Press, ajudou a popularizar a ideia de jardim zoológico. Abriu inicialmente com duas crias de leão, alguns antílopes e um elefante.
Em 2008 o jardim deu por concluída uma fase de expansão, incluindo a simulação de uma Floresta húmida tropical e uma nova entrada, com um custo total de 15 milhões de dólares. A nova exibição foi visitada por mais de 38 000 pessoas no primeiro mês. Um dos dois lagos existentes no jardim foi ocupado para  construção do novo complexo, além de se ter acrescentado mais de 150 animais ao jardim zoológico.

## Exibições
Mesker Park foi um dos primeiros jardins zoológicos dos Estados Unidos da América a usar um sistema de fossos para exibir os seus animais num ambiente com maiores semelhanças aos habitats naturais. As exibições deste jardim incluem, seguindo o sentido contrário aos ponteiros do relógio a partir da entrada: Amazónia, América do Norte, América tropical, Centro Discovery, floresta de lémures, rifte africano, o edifício Kley, Ásia & Austrália, A Floresta Encantada das Crianças, e um Panorama africano. O Mesker Park Zoo está aberto diariamente das 9:00 a.m às 4:00 p.m. O zoológico também contém um playground, café, loja de presentes e bonde.

### Amazónia
Amazónia é o nome da exibição que simula o habitat de floresta húmida, aberta em 2008. A exibição acrescentou mais de 150 animais ao jardim zoológico, incluindo jaguares, antas-de-baird, capivaras, tucanos-de-peito-amarelo, araras, morcegos, iguanas, bugios, macacos-esquilo, e tracajás.

### América do Norte
Esta exibição inclui uma área dedicado ao lobo, bem como aos cães-da-pradaria, linces-pardos, e águias-de-cabeça-branca.

### América tropical
Esta exibição reproduz zonas pantanosas como o Pantanal sul-americano e o Lago Titicaca. Inclui animais como Emas, lamas, e cisnes-negross.

### CentroDiscovery
O Centro Discovery é uma exibição interior ondese podem ver Langures-de-françois, pandas-vermelhos, saguins-cabeça-de-algodão, ursos-gato-asiáticos, panteras-nebulosas, servais, calaus-de-face-branca, araras-azuis-grandes, e sapos.

### Floresta de lémures
Esta exibição foi inaugurada em 1999 para albergar os lémures do jardim.

### Rifte africano
Esta exibição inclui girafas-reticuladas, zebras-de-grant, sitatungas, e cegonhas-brancas numa grande área aberta.

### Edifício Kley
O edifício Kley alberga um noctarium, animais próprios de ambientes como manguezais e pântanos; uma exibição de répteis, incluindo iguanas-rinoceronte e tartarugas-das-seychelles, aves tropicais e rinocerontes-indianos. É também célebre por ter sido casa de Donna, considerado como o hipopótamo de maior longevidade registada em cativeiro, que morreu com 61 anos, eutanaziada no primeiro dia de agosto de 2012, devido a complicações graves de saúde.

### Ásia & Austrália
Esta área reproduz habitats de animais asiáticos e australianos. Inclui exibições em exterior de hipopótamos e rinocerontes-indianos, camelos-bactrianos, grous-antígona, veados Rucervus duvaucelii, leões, tigres, cavalos-de-przewalski, wallabies, e emus.

### Floresta encantada das crianças
Direcionado para o público infantil, esta área, criada em 1975 foi posteriormente renomeado para a atual designação. Inclui uma “área de contacto” e alberga  This area still includes a "contact area," and is home to lontras e colobos-pretos-e-brancos.

### Lago Victoria
Esta área alberga aves e tartarugas. Os visitantes podem passear ao largo do lago ou mesmo alugar barcos. É o maior lago do jardim e foi o núcleo original a partir do qual o jardim zoológico se foi expandindo.

### Panorama africano
Esta área é constituída por uma série de recintos com miradouros para os visitantes. Foi desenhada de modo a assemelhar-se a uma savana africana, e inclui antílopes-salta-rochass, chitas, calaus-grandess, avestruzes, e cudos.

## Conservação
O Mesker Park Zoo & Botanic Garden’s apresenta-se como tendo uma missão no campo da preservação de espécies animais e dos ecossistemas através de um papel ativo na educação e conservação. Para esse efeito participa com outros jardins zoológicos acreditados na gestão responsável de espécies raras.
O jardim zoológico teve algum sucesso na procriação do raro langur-de-françois. O jardim recebeu duas fêmeas, Liang e Sai, em novembro de 2003, do Jardim zoológico de San Diego. Cada uma deu à luz uma cria em agosto de 2006. O macho veio do Jardim Zoológico de Cincinnati em dezembro de 2005. Em fevereiro de 2008, Liang deu à luz uma fêmea.